# Koniușkî-Korolivski, Sambir
Koniușkî-Korolivski (în ucraineană Конюшки-Королівські) este un sat în comuna Pohirți din raionul Sambir, regiunea Liov, Ucraina.

## Demografie
Componența lingvistică a localității Koniușkî-Korolivski
     Ucraineană (99,79%)
     Alte limbi (0,21%)
Conform recensământului din 2001, majoritatea populației localității Koniușkî-Korolivski era vorbitoare de ucraineană (99,79%), existând în minoritate și vorbitori de alte limbi.